# 西野谷
西野谷（にしのや）は、千葉県市原市の市原地区にある大字。郵便番号は、290-0014。

## 概要
千葉県市原市最北部の市原地区に位置する。

## 地理
北は東五所、東は五所及び市原、南は郡本、西は西五所と接する。五井地区に飛地が存在する。

## 歴史

### 地名の由来
親村から見て、西方に位置する湿地の意。

## 世帯数と人口
2022年4月1日現在の世帯数と人口は以下の通りである。
| 町丁字 | 世帯数 | 人口 |
| ------ | ------ | ---- |
| 西野谷 | 45世帯 | 87人 |

## 教育
市立小学校・市立中学校及び県立高等学校の通学区域は以下の通りである。
| 大字   | 区域 | 小学校             | 中学校             | 県立高校 |
| ------ | ---- | ------------------ | ------------------ | -------- |
| 西野谷 | 全域 | 市原市立五所小学校 | 市原市立八幡中学校 | 第9学区  |